# Оперативний штаб райхсляйтера Розенберга
Оперативний штаб райхсляйтера Розенберга (нім. Einsatzstab Reichsleiter Rosenberg für die besetzten Gebiete; ЕРР) — нацистська організація, яка, досліджуючи на основі культурної спадщини ідеологію «ворогів націонал-соціалізму» — євреїв, масонів та більшовизму, відзначилася масовим вивозом культурних цінностей із захоплених країн Європи.
Створення ЕРР пов'язане з окупацією нацистською Німеччиною у травні—червні 1940 Голландії, Бельгії, Люксембургу та Франції. За розпорядженням Адольфа Гітлера райхсляйтеру Альфреду Розенбергу доручалося дослідити у цих країнах державні бібліотеки, архіви, канцелярії вищих церковних установ та масонських лож на предмет цінних для Німеччини або спрямованих проти неї видань і документів з правом їхньої конфіскації.
На основі цього 17 липня 1940 Альфрел Розенберг створив так звваний Оперативний штаб управлінь райхсляйтера Розенберга окупованих західних територій і Нідерландів, перейменований згодом в «Оперативний штаб райхсляйтера Розенберга окупованих територій».

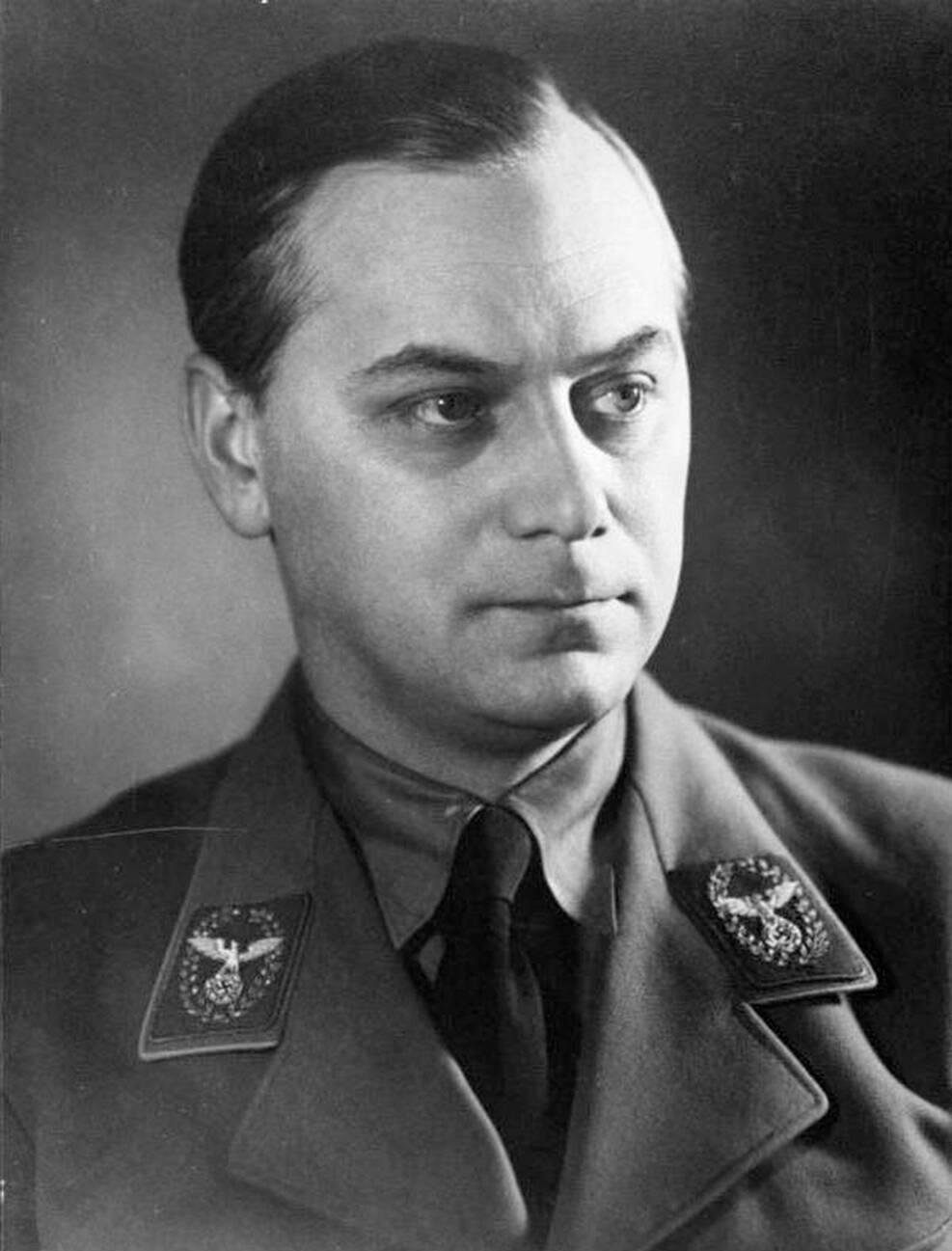
Альфред Розенберг у 1939 році

Фінансування ЕРР здійснювалося Націонал-соціалістичною робітничою партією Німеччини (НСДАП), оскільки організація належала до партійного відомства Альфреда Розенберга під назвою «Уповноважений фюрера у справі нагляду за загальним духовним та ідейним навчанням і вихованням у НСДАП», обслуговуючи наукові інтереси управлінь цього відомства.
Призначення 1934 року Альфреда Розенберга уповноваженим фюрера у справі нагляду за загальним духовним та ідейним навчанням і вихованням у НСДАП окреслило сферу його компетенції — культура, наука та ідеологія — і спричинило створення під цим титулом підпорядкованих йому управлінь: навчання (згодом — навчання і виховання), світоглядних вчень, літератури, науки, прадавньої та ранньої історії, мистецтва, музики і образотворчого мистецтва. 1940 року до цих управлінь приєднався і ЕРР, який став виконувати роль посередника між ними та установами науки і культури в окупованих Німеччиною країнах.
ЕРР обслуговував також дослідницькі інтереси численних інститутів майбутньої Вищої школи, яка за розпорядженням А. Гітлера мала стати «центром націонал-соціалістичного дослідження, навчання та виховання». Головними з них були: Центральна бібліотека Вищої школи, яка розміщувалася спочатку в Берліні, а з жовтня 1942 — в австрійських Альпах (місто Анненгайм і містечко Танценберг), та Інститут дослідження єврейського питання у Франкфурті-на-Майні. Для цих установ ЕРР регулярно постачав відповідну їхньому профілю літературу, вилучену з державних і приватних бібліотек окупованих країн Європи.
У ході Другої світової війни названими управліннями та інститутами обох відомств А. Розенберга формувалися так звваний зондерштаби з однойменними назвами спеціально для роботи в окупованих країнах у структурі ЕРР. Таким чином, зондерштаби були тим інструментом в ЕРР, які мали забезпечувати зв'язок з місцевими закладами науки і культури з метою забезпечення наукових досліджень німецьких установ, що належали до відомств Альфреда Розенберга.
За весь час діяльності ЕРР кількість зондерштабів, які діяли при ньому, постійно коливалася. 1945 при ЕРР було 8 зондерштабів, а усього за весь час його існування — 15 зондерштабів, співробітниками яких були висококваліфіковані спеціалісти: досвідчені науковці, доктори, професори. Вони проводили огляд, робили оцінку об'єктів культури і науки, організовували, при необхідності, їхнє збереження і облік, а також провадили відбір предметів культури для вивезення їх до Німеччини не тільки з точки зору їхнього значення для завдань ЕРР, але й художньої або наукової цінності.
Крім посередницької діяльності між управліннями Альфреда Розенберга, установами Вищої школи і місцевими закладами науки й культури, ЕРР виконував безпосередньо прямі свої функції, покладені на нього Адольфом Гітлером. Численні його повноваження і завдання було підсумовано у наказі А. Гітлера від 1 березня 1942. На ЕРР покладалася ідеологічна боротьба проти так званих ідейних противників націонал-соціалізму — євреїв, масонів і більшовизму, з наданням йому права. 
| матеріали бібліотек, архівів, лож та інших ідеологічних і культурних установ усіх видів досліджувати і для ідейних завдань Націонал-соціалістичної партії та майбутніх наукових досліджень Вищої школи конфісковувати |.
Відповідно до цього ЕРР було створено книжковий фонд з історії й розвитку більшовизму та так звваного східного простору, під яким малася на увазі територія сучасних країн Балтії, України, Білорусі та Росії. За цим книжковим фондом закріпилася назва «Східна бібліотека Розенберга». Її основне книгосховище розмістилося у Берліні, а допоміжне — у Києві на основі колишньої Київської обласної бібліотеки імені ВКП(б) (нині Бібліотека національна парламентська України). Комплектувалася бібліотека також за рахунок західноєвропейських бібліотек. 1944 її фонди разом з незакаталогізованою літературою налічували близько 1 млн книг і журналів.
Велику увагу ЕРР приділяв написанню різноманітних статей інформаційного, науково-довідкового характеру з економіки, політики, історії, науки, культури, охорони здоров'я тощо як СРСР, так й інших окупованих країн Європи. Написані статті, викладені у них факти та цифри активно використовувалися у пропагандистських цілях. До роботи над цими статтями залучалися місцеві вчені, фахівці, журналісти. Підготовлені статті, дослідження, рецензії на книги або публікації склали так званий Архів ЕРР, який 1944 налічував лише з тематики СРСР близько 3 тис. робіт.
На окупованій території СРСР райхсляйтерові А. Розенбергу вдалося легалізувати діяльність ЕРР завдяки своїй посаді райхсміністра окупованих східних територій. У листах від 20 серпня і 3 жовтня 1941 до підлеглих йому райхскомісарів Остланду і України він повідомив про завдання ЕРР на окупованих територіях і направлення до відповідних райхскомісаріатів підрозділів ЕРР.
Наступним його кроком у справі укорінення ЕРР в обох райхскомісаріатах було створення 27 квітня 1942 при політичному відділі Міністерства окупованих східних територій Центру обліку та збереження культурних цінностей на окупованих східних територіях (Zentralstelle zur Erfassung und Bergung von Kulturgütern in den besetzten Ostgebieten), який очолив керівник ЕРР. Названий центр мав свої представництва в обох райхскомісаріатах у вигляді окремого сектору при політичному відділі. Ці сектори також очолили представники ЕРР, керівники місцевих підрозділів.
Одним із важливих завдань ЕРР у зв'язку зі створенням названого центру було складання Центральної картотеки, в якій мав фіксуватися стан пам'яток історії, архітектури, установ культури і науки та їхніх фондів на окупованих східних територіях.
Підрозділи ЕРР на Сході діяли також на окупованій території військового управління і були включені до тилових частин Вермахту, проте у військових діях участі не брали. У Західній і Центральній Європі ЕРР не діяв у Генеральній губернії, Протектораті Богемії і Моравії, Райхскомісаріаті Норвегія і окупованій Данії.
Керівником ЕРР з 1 квітня 1941 був Герхард Утікаль (Gerhard Utikal), до нього ЕРР очолював Георг Еберт (Georg Ebert). ЕРР складався з управління штабу, яке знаходилося у Берліні, та низки регіональних і місцевих підрозділів — головних робочих груп, робочих груп і зондеркоманд. Робочі групи контролювали окремі етнічні території, області або міста і підпорядковувалися, як правило, головним робочим групам. Зондеркоманди були невеликими мобільними підрозділами, часто до 3 осіб, які працювали в окремих населених пунктах.

## Головні робочі групи

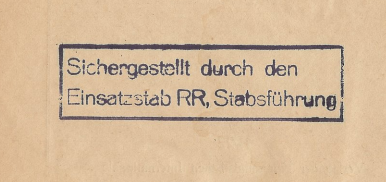
Штамп на матеріалах, якими помічали конфісковані матеріали Штабом

В окупованих країнах Західної Європи діяли 3 головні робочі групи: Франції, Бельгії та Північної Франції, Нідерландів. Їх було створено в середині червня 1942 замість реорганізованого відділення ЕРР «Захід».
На окупованій території СРСР до травня 1943 діяли 2 головні робочі групи: Остланду (створена 20 серпня 1941) з центром у місті Рига та України (створена у жовтні 1941) з центром у місті Херсон, з червня 1942 — у Києві. До складу головної робочої групи Остланду входили 4 робочі групи: Латвії, Литви, Естонії і Білорусі, що контролювали територію Балтії, західної і північно-західної областей Росії та територію Білорусі. 1 травня 1943 робочу групу Білорусі було виділено в окрему групу — головну робочу групу «Центр» з місцезнаходженням у місті Мінськ.
Наприкінці війни ЕРР мав 7 головних робочих груп. У лютому 1944 до вже існуючих додалася головна робоча група «Південний Схід», якою стала однойменна робоча група, котра діяла на території т. зв. Незалежної держави Хорватія.
У вересні—грудні 1943 ЕРР разом з іншими управліннями відомства райхсляйтера А. Розенберга переїхав із Берліна до Верхньої Сілезії в місті Ратібор (нині місто Раціборж, Польща). У Ратіборі та його околицях було розташовано, головним чином, фонди Східної бібліотеки, Архів ЕРР, архівні збірки, вивезені ним з окупованих країн та численні його підрозділи.
Наступна евакуація розпочалася у грудні 1944. Ратіборівський центр ЕЕР почав переїжджати та перевозити бібліотечні й архівні матеріали вглиб Райху. Найбільший транспорт направлялися до Баварії в район міста Бамберг до містечка Штафельштайн та замків Банц і Бургвіндгайм, а також у Нижню Сілезію (містечко Циллєрталь-Ердманнсдорф; нині місто Мислаковіце, Польща) й Австрію (місто Клагенфурт, містечко Цель-ам-Зеє).
Організація припинила діяльність внаслідок краху Третього райху у травні 1945.